# Гауліт
Гауліт, говліт (рос. говлит (говлит); англ. howlite; нім. Howlith m) — мінерал, триборат кальцію. У 10-му виданні класифікації мінералів Нікеля — Штрунца гауліт був віднесений до класу боратів.

## Загальний опис
Формула: Ca2B5 SiO9(OH)5 або Са2[(SiO4)|BO(OH)5].
Сингонія моноклінна.
Густина 2,58.
Твердість 3,5.
Колір білий. Просвічує.
Зустрічається у вигляді жовен, іноді землистих агрегатів, щільних конкреційних мас.
Знайдений в конкреціях і жилах в Півд. Каліфорнії (США) та в пров. Нова Шотландія (Канада).
Рідкісний.